# Championnat d'Afrique masculin de rink hockey 2019
Navigation
Championnat d'Afrique de rink hockey 2021
Le Championnat d'Afrique de rink hockey 2019  également appelée Coupe d'Afrique des Nations est la première édition du Championnat d'Afrique de rink hockey et s'est déroulé du 8 au 10 mars 2019 en Angola. Pour la première fois, une compétition oppose les sélections nationales africaines de rink hockey. Le championnat est remporté par l'Angola qui devient Champion d'Afrique et se qualifie pour la prochaine édition du Championnat du monde de rink hockey masculin.

## Organisation
Avant 2019, l'Afrique était le seul continent à ne pas disputer de championnat continental entre sélections : l'Océanie et l'Asie disputent de manière irrégulière le Championnat d'Asie de rink hockey depuis 1967, l'Europe dispute le Championnat d'Europe de rink hockey masculin depuis au moins 1924, et le Championnat panaméricain de rink hockey existe depuis 2006. Cette lacune est sans doute due au faible nombre de pays pratiquant le rink hockey en Afrique. Seul l'Angola, le Mozambique, l'Afrique du Sud et l'Égypte disposent d'un championnat national organisé.
Cependant, la création des World Roller Games en 2017 force World Skate Africa, l'organisme gérant le rink hockey sur le continent, a créé cette nouvelle compétition. En effet, les championnats continentaux font maintenant office de qualification pour le championnat du monde. Le vainqueur de la Coupe d'Afrique des Nations est donc qualifié pour la World Cup 2019 qui aura lieu durant les World Roller Games 2019 de Barcelone.
L'organisation de cette première édition est d'abord attribuée à Mozambique, qui doit l'organiser dans la capitale Maputo du 9 au 11 novembre 2018. Cependant, en raison de difficultés logistiques, la fédération mozambicaine ne parvient pas à organiser la compétition, World Skate Africa charge l'Angola qui a déjà organisé le championnat du monde 2013 d'organiser la compétition en janvier 2019. Les matchs se déroulent dans le stade Pavilhão Multiusos do Kilamba à Luanda, le budget total est estimé à 30 millions de Kwanzas (85 000 euros).

## Équipes
À l'origine, quatre équipes devaient prendre part à la participation: l'Égypte, l'Angola, le Mozambique et l'Afrique du Sud. L'Afrique du Sud renonce cependant début mars à participer, en raison de problèmes financiers. Seuls trois équipes participent donc à la compétition. 
L'équipe d'Angola dirigée par le sélectionneur Fernando Fallé annonce l'effectif final le 5 mars 2019, trois jours avant le début de la compétition. L'effectif est composé de joueurs des championnats portugais, espagnols et italiens, ainsi que de joueurs locaux. 
Le sélectionneur portugais Pedro Nunes annonce  l'effectif mozambicains le 3 mars. L'équipe est composée d'un mélange de jeunes talents et de joueurs plus expérimentés, évoluant dans les championnats portugais et suisse. À noter l'absence de trois joueurs habitués de la sélection, Nuno Araújo, Spiros Esculudes et Frederico Saraiva pour motifs professionnels et personnels.  
L'équipe d'Égypte est l'outsider de la compétition, l'Égypte est classée 46e au classement mondial des sélections de décembre 2018, tandis que l'Angola est classée 5e et le Mozambique 9e. La sélection est composée de 11 joueurs et encadrée par l'égyptien Hesham Mohamed. Pour l'entraîneur égyptien, l'objectif du championnat est d'initier les joueurs égyptiens à la compétition, face à des équipes plus expérimentées.  

## Déroulement
Le match d'ouverture le 8 mars oppose le pays hôte à l'Égypte. Le match est sans enjeu, comme le reconnaissent les deux entraîneurs, l'Égypte a un niveau bien inférieur à l'Angola,. L'Angola bat l'Égypte 30 à 0, ce match permet au buteurs angolais du Sporting CP João Pinto de se démarquer, en marquant 7 buts. l'entraîneur Fernando Fallé profite également de premier match pour faire évoluer de jeunes recrues, et ainsi préserver ses joueurs vedettes pour le match décisif contre le Mozambique. Le Pavillon de (12 720 places est particulièrement vide pour ce premier match sans enjeu, moins de 1000 spectateurs sont présents. La presse note cependant la présence du Secrétaire d'État au Sport, Carlos Almeida. 
Durant la deuxième journée, le Mozambique et l'Égypte s'affrontent. Le Mozambique remporte également une victoire facile. Durant la première mi-temps, le Mozambique domine 10 à 0. La seconde mi-temps est plus équilibrée (2-2), le sélectionneur Pedro Nunes décide de faire évoluer des joueurs expérimentés afin de ménager les cadres de l'équipe pour le match décisif du lendemain. Le match se clôt donc sur le score de 12 à 2. 
Le troisième match, appelé finale par certains journaux, est donc le match décisif, pour le titre de champion d'Afrique et la qualification pour le championnat du monde. Selon le commentateur angolais Maninho Cabral, les deux équipes ont un niveau similaire. Lors du mondial 2017, l'Angola avait disqualifié le Mozambique, mais lors du mondial 2011, l'inverse s'était produit. De plus, les deux groupes disposent tous deux de cinq joueurs évoluant dans des championnats européens professionnels. Il donne cependant un avantage à l'Angola, qui dispose du soutien du public et de plus d'entraînement (le groupe mozambicain ne s'est pas entraîné ensemble avant son arrivée à Luanda). Le match, disputé devant plus de 5 000 spectateurs, tourne à l'avantage des locaux. A la mi-temps, les angolais  mènent 2 à 1. Le Mozambique égalise ensuite, puis l'Angola prend de l'avance, gagnant 5 à 3. Le Mozambique, rate un penalty décisif, le match se termine sur le score de 5 à 3. L'action du gardien mozambicains Carlos Silva, du club suisse Diessbach, a été particulièrement remarquée durant ce match. Selon l'Agence Angola Press, le score aurait été beaucoup plus élevé sans lui.   
| Selection  | Pts | J | G | N | P | Bp | Bc | Diff |
| ---------- | --- | - | - | - | - | -- | -- | ---- |
| Angola     | 4   | 2 | 2 | 0 | 0 | 35 | 3  | 32   |
| Mozambique | 2   | 2 | 1 | 0 | 1 | 15 | 7  | 8    |
| Égypte     | 0   | 2 | 0 | 0 | 2 | 2  | 42 | -40  |

| 8 mars à 18 h 0 | Égypte           | 0 - 30 | Angola |  |  |
|                 |                  |        |        |  |  |
|                 | Rapport de match |        |        |  |  |

| 9 mars à 17 h 0 | Mozambique       | 12 - 2 | Égypte |  |  |
|                 |                  |        |        |  |  |
|                 | Rapport de match |        |        |  |  |

| 10 mars à 17 h 0 | Angola           | 5 - 3 | Mozambique |  |  |
|                  |                  |       |            |  |  |
|                  | Rapport de match |       |            |  |  |

## Classement Final
L'équipe d'Angola remporte donc la compétition, devient le premier champion d'Afrique de rink hockey, et se qualifie pour la World Cup 2019, durant laquelle les huit meilleures équipes mondiales s'affronteront. Le Mozambique deuxième, disputera l'International Cup, le championnat du monde de deuxième division, tandis que l'Égypte, troisième, évoluera au sein de la Challenger Cup, le championnat du monde de troisième division. Les trois championnats du monde se dérouleront en simultané à l'occasion des World Roller Games 2019 de Barcelone du 7 au 17 juillet 2019. 
| Place              | Équipe     |
| ------------------ | ---------- |
| Médaille d'or      | Angola     |
| Médaille d'argent  | Mozambique |
| Médaille de bronze | Égypte     |